# استیک راسته

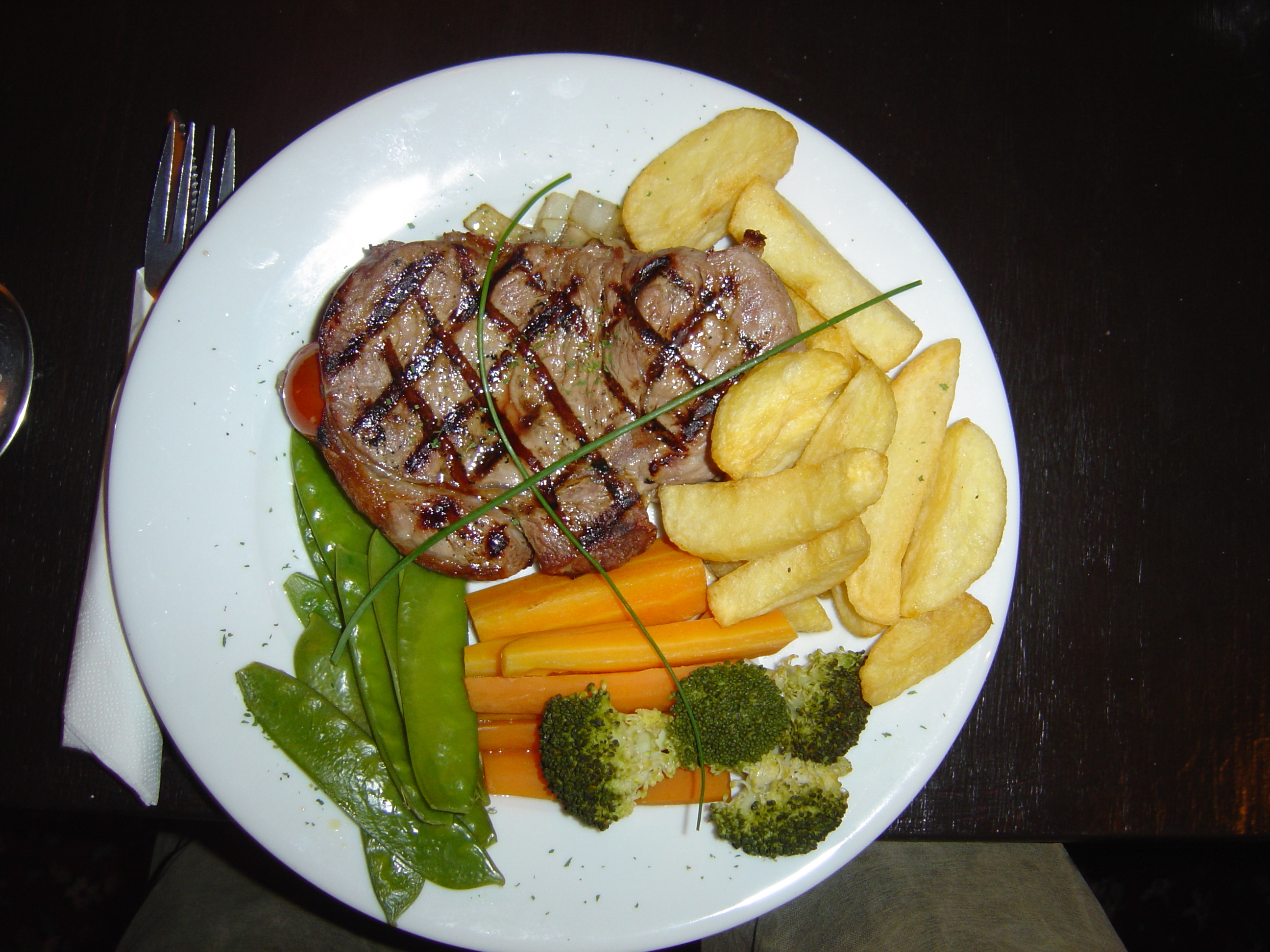
غذای استیک راسته

استیک راسته (انگلیسی: Sirloin steak)، در گوشت فروشی‌ها و قصابی‌های آمریکایی (در گوشت فروشی‌ها و قصابی‌های بریتانیا با واژه استیک رامپ (rump steak) نامیده می‌شود) این استیک برشی از راسته است. راسته به چند گونه از استیک تقسیم می‌شود. تاپ سیرلوین باارزش‌ترین قسمت راسته است و به‌طور خاص تحت همین نام برای فروش عرضه می‌گردد. قسمت راسته تحتانی که دارای لطافت کمتری بوده و از لحاظ ابعاد خیلی بزرگتر است، به‌طور معمول با نام «استیک راسته» در معرض فروش گذاشته می‌شود.
در گوشت فروشی‌های بریتانیا، آفریقای جنوبی و استرالیا واژه راسته (sirloin) به برش‌هایی از گوشت قسمت میانی به سمت بالای حیوان اشاره دارد که همانند قسمت کمر (Short loin) می‌باشد که در آمریکا تحت این نام رواج دارد، درحالیکه واژه راسته (sirloin) که در آمریکا رایج است در بریتانیا تحت نام رامپ (rump) خوانده می‌شود. به خاطر تفاوت در اصطلاحات رایج در این کشورها، استیک تی-بن به عنوان برشی از راسته تلقی می‌شود.

## ریشه‌شناسی
واژهٔ سیرلوین (sirloin) از واژهٔ سورلوین (surloine) انگلیسی میانه اخذ شده‌است که خود همین واژه هم از واژهٔ سورلوین (surloigne) فرانسوی باستان (گونه متفاوتی از واژه surlonge) مشتق شده است که در آن sur به معنی بالا و longe به معنی کمر است.